# Vladimir Țopa
Vladimir Țopa (n. 27 noiembrie 1929, Mărcăuți, județul Hotin, azi R. Moldova – d. 4 noiembrie 2006) a fost un fizician român, membru corespondent al Academiei Române (din 1993). A lucrat la Institutul de Fizică și Tehnologia Materialelor din Măgurele, unde a adus contribuții la studiul materialelor optice prin creștere de cristale, studii spectroscopice și opto-electrice.